# La huella del pasado (película de 2017)
La huella del pasado (título original: Let Me Go) es una película británica-austriaca de drama de 2017, dirigida por Polly Steele, que a su vez la escribió, musicalizada por Phil Selway, en la fotografía estuvo Michael Wood y los protagonistas son Juliet Stevenson, Jodhi May y Lucy Boynton, entre otros. El filme fue realizado por Evolutionary Films, se estrenó el 4 de mayo de 2017.

## Sinopsis
Está basada en hechos reales de la vida de Helga Schneider, ella es abandonada por su madre Traudi en 1941, en ese entonces tenía apenas cuatro años. Se dan a conocer los viajes de ambas, y también como las siguientes dos generaciones afrontan las consecuencias de la deserción de Traudi. En un momento se revela el más sombrío de los secretos de la familia.